# Dualidade de poderes

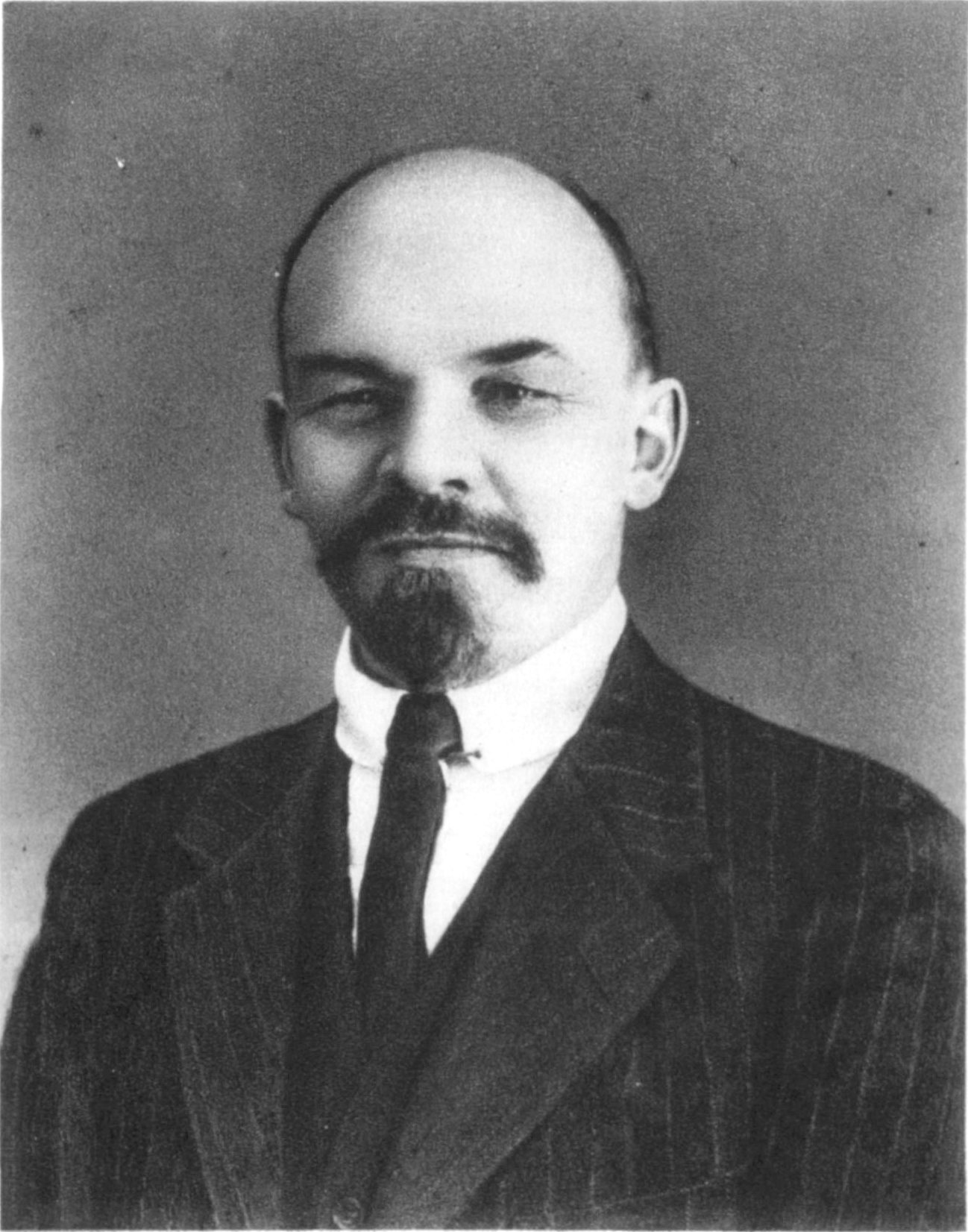
Foto de Lenin

A dualidade de poderes é um conceito articulado primeiramente por Lênin no artigo O poder dual (dvoevlastie) que descreve uma situação na Revolução de Fevereiro, em que dois poderes, os conselhos operários (ou sovietes, particularmente do Soviete de Petrogrado) e o aparelho estatal oficial do Governo Provisório Russo coexistiram um com o outro competido pela legitimidade. Lenin argumentou que esta situação instável essencialmente constituia uma oportunidade única para os sovietes aumentarem seu poder esmagando o governo provisório, e tornando-a como a base de uma nova de forma de poder do Estado. Esta noção inspirou as estratégias de revoluções comunistas seguintes como a Revolução Chinesa liderada por Mao Tse-tung.
Recentemente, o conceito de "dualidade de poderes" assumiu um significado ainda mais amplo nas mãos dos anarquistas que usam para se referir ao conceito de revolução, através da criação de "contra-instituições" no lugar de, e em oposição ao poder do Estado.

## Ver Também
- Anarcossindicalismo
- Autogestão
- Comunismo de conselhos
- Estado dual
- Vazio de poder